# Eleição municipal de Tatuí em 2004
A eleição municipal de Tatuí em 2004 foi o 14.º pleito eleitoral realizado na história do município. Ocorreu oficialmente em 3 de outubro e foi disputada em turno único, dado que Tatuí por não ter 200 000 eleitores registrados e aptos ao voto, não atende ao critério eleitoral definido pelo inciso II do artigo nº 29 da Constituição Federal para a realização de um 2.º turno caso nenhum dos candidatos à prefeito alcance maioria absoluta dos votos. Neste caso, o(a) vencedor(a) é escolhido por maioria simples.
Segundo dados do Tribunal Superior Eleitoral, 66 962 eleitores compunham o eleitorado tatuiano apto a votar para eleger 1 prefeito, 1 vice–prefeito e 11 vereadores para a Câmara Municipal em 2004.

## Candidaturas oficiais
| Candidaturas deferidas pelo TSE para a disputa eleitoral | Candidaturas deferidas pelo TSE para a disputa eleitoral | Candidaturas deferidas pelo TSE para a disputa eleitoral | Candidaturas deferidas pelo TSE para a disputa eleitoral | Candidaturas deferidas pelo TSE para a disputa eleitoral | Candidaturas deferidas pelo TSE para a disputa eleitoral | Candidaturas deferidas pelo TSE para a disputa eleitoral                   | Candidaturas deferidas pelo TSE para a disputa eleitoral |
| N.º                                                      | N.º                                                      | Candidato(a) a prefeito(a)                               | Candidato(a) a prefeito(a)                               | Candidato(a) a vice-prefeito(a)                          | Candidato(a) a vice-prefeito(a)                          | Coligação                                                                  | Situação                                                 |
| -------------------------------------------------------- | -------------------------------------------------------- | -------------------------------------------------------- | -------------------------------------------------------- | -------------------------------------------------------- | -------------------------------------------------------- | -------------------------------------------------------------------------- | -------------------------------------------------------- |
|                                                          | 13                                                       |                                                          | Doutor Paulo Borges (PT)                                 |                                                          | Darci Corrêa Antunes (PT)                                | partido isolado                                                            | Não eleito                                               |
|                                                          | 14                                                       |                                                          | Doutor Xavier (PTB)                                      |                                                          | Toninho Pangaré (PFL)                                    | Novo Tempo PTB / PFL / PP / PDT / PMDB / PSC / PRTB / PHS                  | Não eleito                                               |
|                                                          | 19                                                       |                                                          | Carlos Galvão (PTN)                                      |                                                          | Flávio Pavanelli (PTN)                                   | partido isolado                                                            | Não eleito                                               |
|                                                          | 26                                                       |                                                          | Luiza Barbosa (PAN)                                      |                                                          | Tenente Arlindo (PAN)                                    | Restaura Tatuí PAN / PTC                                                   | Não eleito                                               |
|                                                          | 45                                                       |                                                          | Gonzaga (PSDB)                                           |                                                          | Vicente Menezes (PSDB)                                   | Honestidade, Transparência e Competência PSDB / PL / PPS / PSDC / PSB / PV | Eleito                                                   |
|                                                          | 70                                                       |                                                          | Rogério Milagre (PTdoB)                                  |                                                          | Flávio Pereira (PTdoB)                                   | partido isolado                                                            | Não eleito                                               |

## Resultados eleitorais

### Poder Executivo
Gonzaga (PSDB) que à época era deputado estadual por São Paulo e licenciou-se do cargo para concorrer à prefeito, sagrou-se vencedor do pleito por maioria absoluta dos votos registrados, conquistando 30 080 votos, o equivalente a 58,44% dos votos válidos. Seu mandato à frente do Poder Executivo municipal teve início em 1 de janeiro de 2005 e concluiu-se em 31 de dezembro de 2008.
| Candidatos a prefeito(a)   | Candidatos a prefeito(a) | Candidatos a vice-prefeito(a) | Votação | Votação     |
| Candidatos a prefeito(a)   | Candidatos a prefeito(a) | Candidatos a vice-prefeito(a) | Total   | Porcentagem |
| -------------------------- | ------------------------ | ----------------------------- | ------- | ----------- |
|                            | Gonzaga (PSDB)           | Vicente Menezes (PSDB)        | 30 080  | 58,44%      |
|                            | Doutor Paulo Borges (PT) | Darci Corrêa Antunes (PT)     | 10 647  | 20,69%      |
|                            | Doutor Xavier (PTB)      | Toninho Pangaré (PFL)         | 3 980   | 7,73%       |
|                            | Luiza Barbosa (PAN)      | Tenente Arlindo (PAN)         | 3 791   | 7,37%       |
|                            | Rogério Milagre (PTdoB)  | Flávio Pereira (PTdoB)        | 2 565   | 4,98%       |
|                            | Carlos Galvão (PTN)      | Flávio Pavanelli (PTN)        | 408     | 0,79%       |
| Total de votos válidos     | Total de votos válidos   | Total de votos válidos        | 51 471  | 51 471      |
| Votos apurados             |                          |                               |         |             |
| Votos válidos              | Votos válidos            | Votos válidos                 | 51 471  | 90,13%      |
| Votos em branco            | Votos em branco          | Votos em branco               | 2 009   | 3,52%       |
| Votos nulos                | Votos nulos              | Votos nulos                   | 3 624   | 6,35%       |
| Total de votos apurados    | Total de votos apurados  | Total de votos apurados       | 57 104  | 57 104      |
| Participação do eleitorado |                          |                               |         |             |
| Comparecimentos            | Comparecimentos          | Comparecimentos               | 57 104  | 85,28%      |
| Abstenções                 | Abstenções               | Abstenções                    | 9 858   | 14,72%      |
| Total de eleitores aptos   | Total de eleitores aptos | Total de eleitores aptos      | 66 962  | 66 962      |
| Fonte: Fundação SEADE      |                          |                               |         |             |

### Poder Legislativo
No sistema proporcional, pelo qual são eleitos os vereadores, o voto dado a um(a) candidato(a) é primeiro considerado para a coligação da qual o partido político em que ele(a) é filiado(a) faz parte. O total de votos da coligação é o que define quantas cadeiras o partido terá. Definidas as cadeiras, os candidatos(as) mais votados(as) do partido são chamados a ocupá-las. Abaixo encontram-se os candidatos a vereador eleitos, reeleitos e os que ficaram como suplentes para a 14.ª legislatura, iniciada em 1 de janeiro de 2005 e concluída em 31 de dezembro de 2008.
| N.º   | Candidato(a)      | Coligação        | Votos obtidos | Porcentagem | Situação    |
| ----- | ----------------- | ---------------- | ------------- | ----------- | ----------- |
| 45111 | Véio Quevedo      | PSDB / PSDC      | 2 564         | 4,89%       | Eleito(a)   |
| 45123 | Ademir Cleto      | PSDB / PSDC      | 1 614         | 3,08%       | Eleito(a)   |
| 22123 | Edno Galvão       | PL / PSB         | 1 604         | 3,06%       | Eleito(a)   |
| 45145 | Voss              | PSDB / PSDC      | 1 569         | 2,99%       | Eleito(a)   |
| 22222 | Geninho           | PL / PSB         | 1 517         | 2,89%       | Reeleito(a) |
| 45100 | Doutor Avalloni   | PSDB / PSDC      | 1 386         | 2,64%       | Reeleito(a) |
| 40444 | Aroldo Rosa       | PL / PSB         | 1 294         | 2,47%       | Reeleito(a) |
| 12222 | Manu Coelho       | PDT / PTB / PMDB | 1 247         | 2,38%       | Reeleito(a) |
| 14123 | Fábio Menezes     | PDT / PTB / PMDB | 1 208         | 2,30%       | Reeleito(a) |
| 25444 | Oséias            | PFL / PHS / PP   | 1 142         | 2,18%       | Eleito(a)   |
| 22345 | Job               | PL / PSB         | 946           | 1,80%       | Suplente    |
| 45678 | Pastor Luís Vaz   | PSDB / PSDC      | 895           | 1,71%       | Suplente    |
| 13456 | Helô Borges       | PT               | 838           | 1,60%       | Suplente    |
| 45555 | Alessandro Lirola | PSDB / PSDC      | 783           | 1,49%       | Suplente    |
| 22500 | Betico            | PL / PSB         | 777           | 1,48%       | Suplente    |
| 45699 | Vicentinho        | PSDB / PSDC      | 728           | 1,39%       | Suplente    |
| 45144 | Bossolan          | PSDB / PSDC      | 705           | 1,34%       | Suplente    |
| 31111 | Laranjeira        | PFL / PHS / PP   | 662           | 1,26%       | Reeleito(a) |